# اعتصابات و اعتراضات کارگران و کارکنان ۱۴۰۴ ایران
اعتصابات و اعتراضات کارگران و کارکنان ۱۴۰۴ ایران، عبارت است از اعتراضات کارگران و کارمندان دائمی، پیمانی، موقت و یا پروژه‌ای در بخش‌های خصوصی یا دولتی مشغول به کار در مؤسسات، ادارات، کارخانه‌ها، شرکت‌ها، کارگاه‌ها، کارگران آزاد ساختمانی و تأسیساتی یا اعتراضات کارگران بیکار در ایران است. این کارگران و کارکنان در اعتراض به عدم رسیدگی به مطالبات و مشکلات خود شامل: حقوق و دستمزدهای پایین، معوقات مزدی، مشکلات معیشتی، تورم، گرانی بیش از حد کالاها و اخراج ناعادلانه، همچنین برای رسیدگی به مشکلات قانونی و نارسایی‌های شغلی، رفع تبعیض و نابرابری دست به اعتراضات مسالمت‌آمیز می‌زنند.

## اعتصابات و اعتراضات

#### ۶ فروردین
جمعی از کارگران فصلی مجتمع نیشکر هفت تپه نسبت به عدم رسیدگی به درخواست‌های‌شان در برابر این شرکت تجمع اعتراضی برپا کردند.

#### ۷ فروردین
در کهنوج گروهی از کارگران معدن تیتانیوم در برابر ساختمان محل کارشان، دست به تجمع اعتراضی زدند. آنها نسبت به اخراج ۱۰ تن از کارگران همکار خود اعتراض کردند.

#### ۱۸ فروردین
- جمعی از کارگران شاغل در شرکت نفت فلات قاره واقع در منطقه عملیاتی لاوان، در اعتراض به عدم رسیدگی به مطالبات خود شامل: حذف تفکیک مشاغل و خارج کردن فوق‌العاده‌ها از سقف حقوق، در محل کار خود تجمع اعتراضی برپا کردند.[۴][۵]
- در شیراز، سه روز پی درپی است که جمعی از کارگران «کارخانجات مخابراتی ایران» در اعتراض به اخراج‌های ناعادلانه، حقوق پرداخت نشده و نداشتن امنیت شغلی، در برابر این مجتمع، تجمع اعتراضی برپا کردند.[۴]

#### ۲۱ فروردین
تعدادی از کارگران شرکت نفت فلات قاره در منطقه عملیاتی لاوان، برای افزایش مزد متناسب با تورم و گرانی بیش از حد کالاها، اجرای کامل مفاد رأی ۳۱۸۸ دیوان در پرداخت‌های مزدی، حذف میانگین اضافه‌کاری و حذف کامل پیمانکاران نفت، اجرای طرح طبقه‌بندی مشاغل و برخورداری از تسهیلات وام تجمع اعتراضی برپا کردند.

#### ۲۴ فروردین
بنابر گزارش اتحادیه آزاد کارگران ایران، در بهبهان جمعی از کارکنان پالایشگاه بیدبلند در اعتراض به شرایط سخت معیشتی و سایر مطالبات خود در محل کارشان تجمع اعتراضی برپا کردند.

#### ۱ اردیبهشت
گروهی از کارگران شرکت نفت فلات قاره ایران در منطقه عملیاتی لاوان، در اعتراض به عدم رسیدگی به مطالبات‌شان در محل کار خود تجمع اعتراضی برپا کردند.

#### ۲ ادیبهشت
به گزارش اتحادیه آزاد کارگران ایران، در تبریز جمعی از کارکنان بهزیستی در اعتراض به پایین بودن حقوق و مزایای دریافتی‌شان در برابر اداره بهزیستی این شهر تجمع اعتراضی برپا کردند.

#### ۴ اردیبهشت
در منطقه عملیاتی لاوان و سکوهای رشادت، سلمان، رسالت و بلال، گروهی از کارگران شرکت نفت فلات قاره ایران در اعتراض به عدم رسیدگی به درخواست‌های‌شان تجمع اعتراضی برپا کردند.

#### ۱۲ اردیبهشت
در منطقه عملیاتی لاوان و سکوهای نفتی سلمان و بلال گروهی از کارگران شرکت نفت فلات قاره ایران در اعتراض به عدم رسیدگی به مطالبات خود تجمع اعتراضی برپا کردند. این کارگران ضمن گرامی‌داشت روز جهانی کارگر با خانواده کارگران و جان‌باختگان بندرعباس همدردی کردند. معترضان اضافه کردند با اینکه بیشتر از ۸۰٪ عملیات بهره‌برداری در صنعت نفت توسط کارگران ارکان ثالث انجام می‌گیرد، اما آنها همیشه در مزایا و حقوق با نابرابری و تبعیض روبرو هستند.

#### ۱۳ اردیبهشت
جمعی از کارگران کارخانه ماشین‌سازی اراک در اعتراض به تأخیر در پرداخت مطالبات‌شان تجمع اعتراضی برپا کردند. این در حالیست که اخیراً استانداری، از مدیریت ماشین‌سازی تقدیر کرده است، اما کارگران از وضعیت فعلی کار خود دراین شرکت راضی نیستند.

#### ۱۷ اردیبهشت
گروهی از کارگران ارکان ثالث نفت و گاز در تهران در اعتراض به عدم رسیدگی به مطالبات خود درحالی‌که شعارهای اعتراضی می‌داند در جلو ساختمان وزارت نفت در تهران، تجمع اعتراضی برپا کردند. مطالبات این کارگران شامل: اصلاح طرح طبقه‌بندی مشاغل و همسان سازی حقوق‌ها، حذف پیمانکاران نفت و تبدیل وضعیت استخدامی می‌باشد.

#### ۲۲ اردیبهشت
در زنجان گروهی از کارکنان مرکز بهداشت در اعتراض به تبعیض در پرداخت‌ها و مشکلات معیشتی خود در دانشگاه علوم پزشکی این شهر تجمع اعتراضی برپا کردند.

#### ۷ خرداد
- در بندر‌‌ عباس کارگران شرکت «کشتی‌سازی و صنایع فراساحل ایران» در اعتراض به پرداخت نشدن چهار ماه حقوق خود دست به اعتصاب زدند.[۱۴]
- در نیکشهر بلوچستان کارگران پروژه دوبانده‌سازی جاده چابهار به ایرانشهر به علت عدم پرداخت دو ماه حقوق خود دست به اعتصاب زدند.
- در شیراز گروهی از پاکبانان زحمت‌کش در اعتراض به پرداخت نشدن مزایای سختی کار و حق بیمه در برابر استانداری تجمع اعتراضی برپا کردند.[۱۴]

#### ۱۰ خرداد
در ایلام جمعی از کارگران کارخانه «پویانخ» در برابر استانداری تجمع اعتراضی برپا کرده و خواستار پرداخت مطالبات معوقه و رسیدگی به سایر درخواست‌های خود شدند.

#### ۱۲ خرداد
بنابر گزارش اتحادیه آزاد کارگران ایران، کارگران شاغل در پروژه فاز ۱۴ پارس جنوبی در اعتراض به پرداخت‌ نشدن حقوق‌هایشان دست از کار کشیده و اعتصاب کردند.

#### ۱۳ خرداد
- گروهی از کارگران ارکان ثالث مربوط به منطقه عملیاتی سکوی سلمان و لاوان در اعتراض به عدم رسیدگی به مطالبات‌شان در محل کار خود تجمع اعتراضی برپا کردند.[۱۷]
- بنابر گزارش اتحادیه آزاد کارگران ایران، جمعی از کارگران کارخانه فولاد کویر اردستان در اعتراض به عدم رسیدگی به مطالبات‌شان تجمع اعتراضی برپا کردند.[۱۸]
- قریب به ۳۰۰ کا رگر شهرداری بندر ماهشهر در اعتراض به پرداخت نشدن حقوق و اضافه نشدن ۴۵ در صدری دستمزد مصوبه اداره کار دست به اعتصاب زدند.[۱۹]

#### ۱۶ خرداد
جمعی از کارکنان شرکت نفت فلات قاره در منطقه عملیاتی سیری، برای درخواست رسیدگی به مطالبات خود شامل: اصلاح کف حقوق، پرداخت کامل حقوق، حذف سقف بازنشستگی و سایر درخواست‌های خود تجمع اعتراضی برپا کردند.

#### ۱۱ تیر
بنابر گزارش اتحادیه آزاد کارگران ایران، کارگران کارخانه آلمینیوم اراک در محل این کارخانه دست به اعتصاب زدند. معترضان نسبت به عدم اجرای طبقه‌بندی مشاغل، قطع پاداش، اخراج برخی همکاران و کاهش توان خرید آنها تجمع اعتراضی برپا کردند.

#### ۲۲ تیر
در ایرانشهر، گروهی از کارکنان دانشگاه علوم پزشکی به دلیل عدم پرداخت حقوق و نداشتن قرارداد رسمی، در جلو این دانشگاه تجمع اعتراضی برپا کردند.

#### ۲۳ تیر
در ماهشهر گروهی از کارگران شرکت آمیزه‌های پتروشیمی مارون به علت تهدید معترضان به اخراج، قطع مزایا و اضافه‌کاری‌ها، افزایش ساعات کاری به ۱۲ ساعت و حذف وعده غذایی اعتصاب کردند.

#### ۲۴ تیر
بنابر گزارش رسانه‌ها گروهی از کارگران کارخانه فولاد سیادن ابهر در اعتراض به عدم رسیدگی به مطالبات‌شان تجمع اعتراضی برپا کردند. این در حالی است که مقامات کارخانه گفتند که پولی برای پرداخت حقوق کارگران ندارند.

#### ۳۰ تیر
گروهی از کارگران شرکت مجتمع فولاد خراسان نسبت به عدم رسیدگی به درخواست‌هایشان در محل محل کار خود تجمع اعتراضی برپا کرده و خواستار این بودند که  افراد فاقد تخصص و تجربه در سطوح مدیریتی شرکت دخالت نکنند.

#### ۵ مرداد
بازنشستگان شرکت هواپیمایی ایران ایر نسبت به وضعیت معیشتی و عدم رسیدگی به مطالبات خود در برابر این شرکت تجمع اعتراضی برپا کردند.

#### ۸ مرداد
- جمعی از کارگران شرکت کشت و صنعت پارس در پارس‌آباد مغان نسبت به تأخیر چندماهه در پرداخت دستمزدهای‌شان، در برابر ساختمان اداری این شرکت تجمع اعتراضی برپا کردند.[۳۰][۳۱]
- کارگران شرکت نفت ارکان ثالث در شهرستان ری در اعتراضی به مرگ همکارشان به نام «صابر آسایش» در حادثه‌ای حین کار، نسبت به عدم وجود امنیت شغلی و تبعیض در محل این شرکت تجمع اعتراضی برپا کردند.[۳۰]

#### ۱۲ مرداد
- در اهواز گروهی از کارکنان رسمی شرکت نفت که در مناطق عملیاتی جنوب کشور کار می‌کنند، در اعتراض به عدم رسیدگی به مطالبات خود تجمع اعتراضی برپا کردند.[۳۲]
- در تهران، جمعی از مهندسان ناظر ساختمان در اعتراض به تصمیمات جدید شهرداری در مورد واگذاری اختیار انتخاب مهندس ناظر به مالکین که باعث تضعیف نقش نظارتی سازمان نظام مهندسی کشور خواهد شد، در برابر شورای شهر تجمع اعتراضی برپا کردند.[۳۲]
- جمعی از کارگران شهرداری سنندج در اعتراض به عدم پرداخت پنج ماه حقوق‌شان تجمع اعتراضی برپا کردند.[۳۲]

#### ۱۳ مرداد
بنابر گزارش رسانه‌ها کارکنان رسمی صنایع نفت و گاز ایران حداقل در شرکت نفت و گاز پارس عسلویه (سایت۱)، نفت و گاز پارس سکوی‌های ۴۰گانه پی‌اوجی‌سی (شرکت نفت و گاز پارس)، شرکت مجتمع گازی پارس‌جنوبی اس‌پی‌جی‌سی، پالایشگاه دهم، شرکت مجتمع گازی پارس‌جنوبی پی‌اوجی‌سی، پالایشگاه یازدهم، شرکت مجتمع گازی پارس‌جنوبی سی، پی‌اوجی‌سی، پالایشگاه اول، شرکت مجتمع گازی پارس‌جنوبی پی‌اوجی‌سی پالایشگاه دوازدهم، نفت و گاز پارس سکوی‌های ۴۰گانه پی‌اوجی‌سی، عسلویه و سازمان منطقه ویژه اقتصادی انرژی پارس تجمع‌های اعتراضی برپا کرده‌اند. معترضان با شعار «غنی‌سازی زندگی، حق مسلم ماست»، خواهان افزایش کف حقوق، حذف سقف حقوق، ترمیم و  حذف سقف پاداش بازنشستگی، اجرای ماده ۱۰ با پرداخت معوقات آن و محاسبه سنوات بالای ۳۰ سال در صنعت نفت هستند.

#### ۱۶ مرداد
در شهرستان نیمروز، کارگران معادن مس و طلای سفیدآبه نسبت به عدم پرداخت حقوق سه ماه گذشته آنها دست از کار کشیده و اعتصاب کردند. کارگری گفت که زندگی‌ ما مختل شده، توان ادامه کار نداریم، علیرغم اینکه مشکل را بارها با مسئولان معدن و پیمانکار مطرح کردیم ولی هیچ پاسخی دریافت نکردیم.

#### ۱۹ مرداد
در بندر ماهشهر جمعی از کارگران پتروشیمی رازی در اعتراض به عدم رسیدگی به مطالبات خود از جمله پرداخت مزایای عرفی و سایر مؤلفه‌های مزدی در برابر دفتر مرکزی این شرکت تجمع اعتراضی برپا کردند.

#### ۲۰ مرداد
در مناطق مختلف جنوب ایران گروه‌هایی از کارکنان رسمی صنعت نفت و گاز شامل: جمعی از کارکنان شرکت نفت و گاز پارس در سایت یک عسلویه و سایت دو کنگان، جمعی از کارگران مجتمع گاز پارس جنوبی، شاغل در پالایشگاه‌های اول، دوم و هشتم در منطقه عسلویه و پالایشگاه‌های نهم و دهم در منطقه کنگان، پالایشگاه گاز فجر جم، منطقه ویژه اقتصادی پارس در عسلویه و شرکت نفت فلات قاره در لاوان در اعتراض به عدم رسیدگی به مطالبات‌شان تجمع های اعتراضی برپا کردند. از طرف دیگر در سکوهای گازی شرکت نفت و گاز پارس نیز کارگران تحصن کرده و خواستار رسیدگی به درخواستهای‌شان شدند. مطالبات کارگران صنعت نفت و گاز که خواهان رسیدگی به آنها هستند عبارتند از: پرداخت حق ترمیم حقوق، جلوگیری از ادغام صندوق بازنشستگی، اصلاح ساختار اداری، حذف سقف و کف ناعادلانه حقوق، اجرای کامل فوق‌العاده‌های مناطق عملیاتی، اجرای کامل ماده ۱۰ و پرداخت کامل بک پی آن.

#### ۲۴ مرداد
در منطقه جزیره سیری، جمعی از کارکنان شرکت نفت فلات قاره در محل کار خود تجمع اعتراضی برپا کردند. گروهی از این معترضان در جزیره سیری و گروهی در سکوهای نصر و ایلام در منطقه سیری در اعتراض به عدم رسیدگی به همان مطالبات گذشته خود تجمع اعتراضی برپا کردند.